# Schloss Oiron

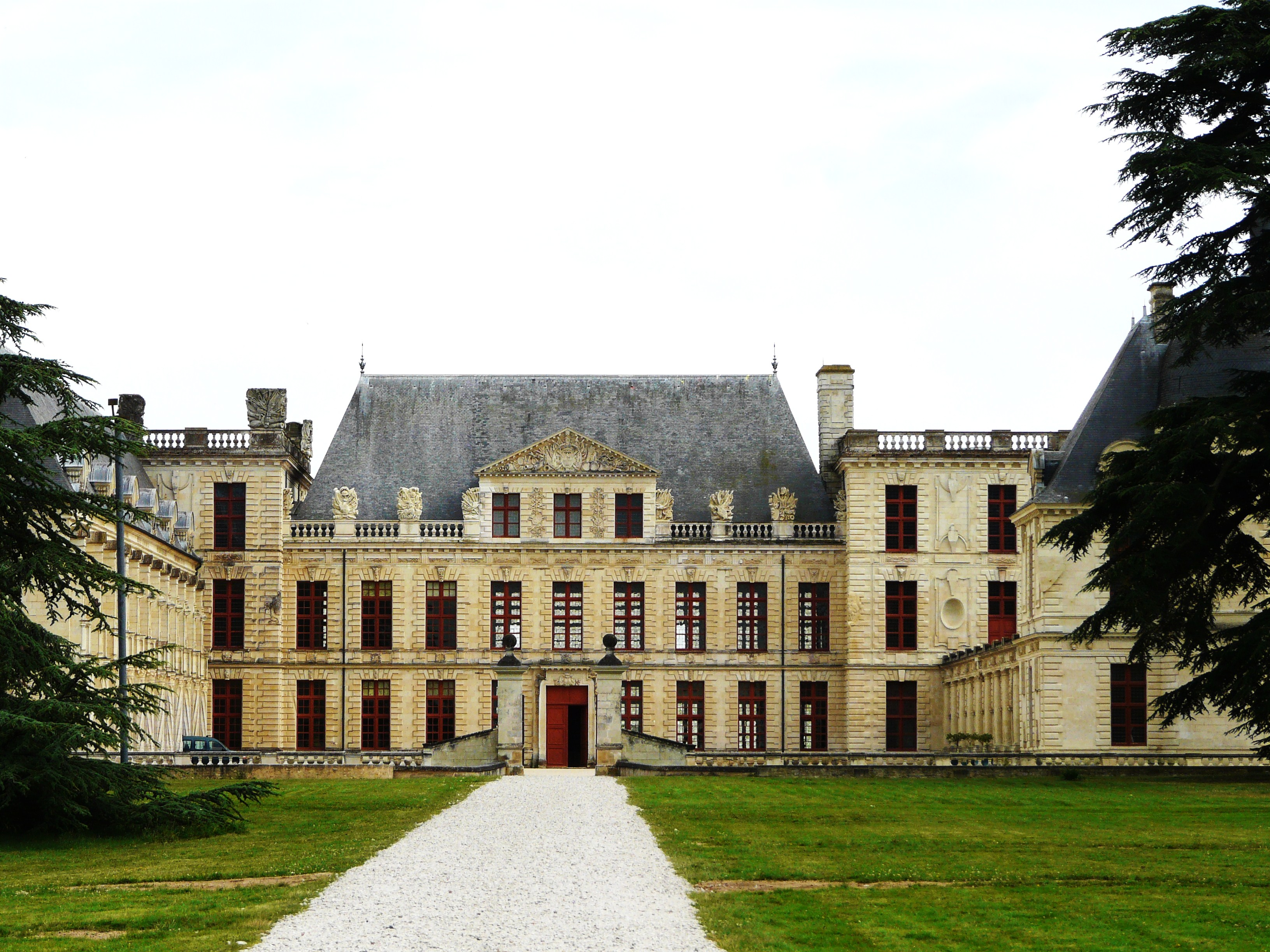
Hoffassade des Schlosses Oiron

Das Schloss Oiron befindet sich in Oiron im Département Deux-Sèvres in den Regionen Poitou und Nouvelle-Aquitaine.
Das Schloss mit seinem Hof, seinen Toren, dem kleinen Park und den unmittelbar angrenzenden Grundstücken ist seit dem 2. Oktober 1923 als Monument historique klassifiziert. Dieser Schutz wurde später ergänzt: Alle Grundstücke im Sichtbereich des Schlosses wurden am 17. Juli 1943 in die Liste der historischen Monumente aufgenommen.

## Geschichte

### Ursprung der Herrschaft Oiron
Die Herrschaft Oiron gehörte zunächst einer lokalen Familie (vgl. Aimery d‘Oiron, Kanoniker an Saint-Laon de Thouars im 12. Jahrhundert), dann dem Haus Thouars (mindestens seit Vicomte Hugues II. († 1333) im Jahr 1325; die letzten Damen von Oiron aus dem Haus Thouars waren die beiden Schwestern Péronnelle († 1397) und Isabeau, Töchter von Louis de Thouars), und den Amboise (Isabeau hatte 1356 Ingelger d‘Amboise, den ältesten Sohn von Pierre I. d‘Amboise, geheiratet; dann ihre Söhne und Enkel Pierre II. († 1426) und Louis d’Amboise († 1469)).
Doch schon 1446 verkaufte Louis d'Amboise Oiron für 7000 Écu an Pierre Bérart (Maître d’Hôtel du Roi, Trésorier de France, Seigneur de Chizé) und Jacques Charrier. Dann, im Jahr 1448, kaufte Jean de Xaincoins/Saincoins, Steuereinnehmer im Poitou, das Anwesen. Er war mit Jacques Cœur verbunden und fiel um 1449 in Ungnade, noch bevor der Argentier Karls VII. 1451 stürzte: zum Tode verurteilt, rettete er seinen Kopf, aber sein Besitz wurde von der Krone beschlagnahmt.

### Die Familie Gouffier in Oiron
Das Schloss Oiron ist das Werk der Familie Gouffier: Guillaume Gouffier († 1495) erhielt das Land 1449 von Karl VII. Er war in zweiter Ehe mit Philippine de Montmorency verheiratet, der Tochter von Jean II. de Montmorency und Tante des Connétable Anne de Montmorency.
Sein Sohn Artus Gouffier de Boisy (1474–1519; Sohn von Philippine de Montmorency) folgte Karl VIII. und Ludwig XII. in die Italienischen Kriege, wodurch er das Land Caravaggio erhielt – ein Titel, der in Charles Perraults Der gestiefelte Kater zum Marquisat de Carabas wurde. Er interessierte sich für die Kunst dieses Landes und konnte mit dem Aufbau der bedeutenden Kunstsammlung der Familie beginnen. In dieser Zeit wurde ihm die Erziehung des zukünftigen Königs Franz I. anvertraut, dem er 1515 in der Schlacht bei Marignano zur Seite stand, der ihn im gleichen Jahr zum Großmeister von Frankreich machte und kurz vor seinem Tod im Jahr 1519 zum Herzog von Roannais und Pair von Frankreich. Artus Gouffier begann mit dem Bau des heutigen Schlosses: Die untere Galerie des Nordflügels und die Galerie der Stiftskirche im Süden, die von seiner Witwe Hélène de Hangest fertiggestellt wurde, waren verschwunden, bevor sie vom Marschall und Herzog François d’Aubusson de La Feuillade (1631–1691) zwischen 1670 und 1680 wieder aufgebaut wurden. François d‘Aubusson heiratete 1667 die Erbin Charlotte de Roannais (1633–1683), Schwester des letzten Herzogs Artus Gouffier (1627–1696), die ihm als Mitgift das Gut Oiron in die Ehe brachte.
Der jüngere Bruder des ersten Herzogs, Adrien (um 1479–1523), Kardinal und Legat, soll von Raffael die Kleine Heilige Familie (Louvre) erhalten haben, und seine Frau Hélène de Hangest soll eine bedeutende Sammlung von Zeichnungen angelegt haben, einige davon vielleicht von Raffaels Hand. Sein anderer Bruder, Guillaume Gouffier de Bonnivet (um 1482–1525), Admiral von Frankreich, war der Erbauer des poitevinischen Schlosses Bonnivet (Vendeuvre-du-Poitou), eines der schönsten Häuser der französischen Renaissance.
Mit dem Sohn von Artus Gouffier und Hélène d'Hangest, Claude Gouffier (um 1501–1570), der 1546 zum Großstallmeister von Frankreich ernannt wurde, erreichte die Familie Gouffier ihren Höhepunkt. Claude empfing im September 1565 Karl IX. und Caterina de’ Medici im Schloss. Im September 1568 und im Oktober 1569, während des Dritten Religionskriegs, wurde das Schloss von den Hugenotten geplündert.
Der Ehrenhof wurde mit einer großen metallenen Reiterstatue von König Heinrich II. „als Sieger mit einer Palme in der Hand“ geschmückt (wie es in einem Inventar von 1559 (? ), das von seinem berühmten Besitzer, dem umstrittenen Archäologen Benjamin Fillon (1819–1881) aus der Vendée transkribiert wurde), und einem Marmorbecken, das dem Italiener Jean II. Juste (um 1510–um 1577) zugeschrieben wird und als Weihwasserbecken in der ehemaligen Stiftskirche (seit 1801 Pfarrkirche Saint-Maurice) dient; ein Marmormörser aus dem Schloss wird im Musée Bernard-d’Agesci in Niort aufbewahrt. Außerdem schmücken 34 Profilbüsten von römischen Kaisern und französischen Königen die Fensterbrüstungen auf allen drei Seiten; allerdings sind nur die Büsten an der Fassade der Renaissancegalerie noch erhalten.
Zwischen 1620 und 1642 ließ Louis Gouffier (1575–1642, Enkel von Claude) den Königspavillon errichten, das Hauptgebäude wieder aufbauen und verschiedene Dekorationsmalereien und Decken anfertigen, darunter einen Amazonensaal, der mit fünfzehn Gemälden „mit großen Figuren“ geschmückt war (nicht mehr vorhanden), Innendekorationsarbeiten, die von Vouhé, Jacques Despied und Charles Beaubrun (zusammen mit seinem Bruder Henri bereits von Henri Clouzot erwähnt) zugeschrieben wurden – bei denen der Herzog am 4. März 1629 sieben Gemälde für den Saal des Königsappartements bestellt hatte –, die sich am 25. September 1630 für die dort auszuführenden Malerarbeiten zusammenschlossen; Despied, der als Glaser bezeichnet wurde, vergoldete später Rahmen im Schloss Thouars, das den Herzögen von La Trémoille gehörte.
Zwei mutmaßliche Porträts Louis Gouffiers werden in der Region aufbewahrt, eines im Musée de Poitiers, das andere im Schloss, das Antoine Ricard zugeschrieben wird und in den Kaminsims des Salon du Roi eingefügt und restauriert wurde.
Im 17. Jahrhundert begann der Niedergang der Gouffiers: Louis wurde von Ludwig XIII. auf sein Schloss verbannt, sein Sohn Henri de Maulévrier et de Boisy (1605–1639) starb früh und sein Enkel, der bereits erwähnte Artus (1627–1696), blieb kinderlos. Die Familie Aubusson de La Feuillade erbte Oiron bereits 1667.
Zwischen 1669 und 1683 ließ François d’Aubusson de La Feuillade, seit 1667 Ehemann von Charlotte de Roannais (Enkelin von Louis Gouffier und Artus‘ Erbin), Graf und später Herzog von La Feuillade und Roannais, 1675 Marschall von Frankreich (an einigen Gebäuden befinden sich Skulpturen von Marschallstäben, die an einer Schärpe angebracht sind) und 1681 Gouverneur der Dauphiné, von dem Unternehmer Guillaume Cornesse – sein Vater Jacques Cornesse errichtete Ende der 1630er Jahre das benachbarte Schloss Thouars – den sogenannten Trophäenpavillon errichten und die Kapelle sowie die Renaissancetreppe, die dem seltenen Typ „mit ausgehöhltem Mittelkern“ entsprach, in das Hauptgebäude integrieren. Das Inventar nach dem Tod seiner Frau (1683) erwähnt "le salon neuf, la chambre de la tour neuve et les pavillons neufs de l‘avant-cour", die auf der Ansicht des Schlosses abgebildet sind, die 1699 von Louis Boudan für François Roger de Gaignières erstellt wurde.
Der Marschall, der 1679 das Land Curzay und 1686 das Land Moncontour erwarb, wird im Juli 1687 als im Schloss wohnhaft erwähnt; laut Vouhé orientierte sich die Demi-lune "en patte d‘oie" (Gänsefuß), die drei große, mit Ulmen bepflanzte Alleen beherrschte und die er in der Mittelachse des Schlosses anlegen ließ, an Vorbildern im Schloss Richelieu, ebenfalls im Poitou, und vor allem von Schloss Versailles.
Sein einziger überlebender Sohn, Louis d’Aubusson de La Feuillade (1673–1725, ebenfalls Marschall, Sohn von François und Charlotte de Roannais), „der solideste unehrliche Mann, der seit langem erschienen ist“ (Saint-Simon), huldigte am 9. März 1694 für das Land Oiron, verkaufte es aber, da er verschuldet war, zusammen mit den Ländern Cursay, Moncontour und Tersay (Terzay, in Oiron) am 31. Dezember 1698 für 340.000 Livres an seinen Gläubiger Pierre Sauvage, einen Bürger aus Paris. Nachdem d'Aubusson von seinem Rückkaufsrecht Gebrauch gemacht und das Anwesen am 12. März 1700 wieder in Besitz genommen hatte, verkaufte er es noch im gleichen Jahr für 315.600 Livres und über Mittelsmänner an Madame de Montespan (1640–1707), die das Budget für den Kauf mit den 100.000 Livres abschloss, die Ludwig XIV. für den Rückkauf einer Kette aus 21 Perlen gegeben hatte, die laut Saint-Simon 150.000 wert war.
Dieser Kauf erfolgte im Namen des einzigen legitimen Sohnes der Favoritin, Louis Antoine de Pardaillan de Gondrin, Marquis d‘Antin (1665–1736), den Ludwig XIV. zum Lieutenant-général (1702), zum Gouverneur des Orléanais (September 1707), zum Surintendant des Bâtiments, Jardins, Arts et Manufactures (Juni 1708) und schließlich zum Herzog und Pair (1711) ernannte. Der Marquis, der am 13. April 1700 von seiner Mutter 340.000 Livres für diesen Kauf erhalten hatte, wurde am 20. Juni 1703 zum Zuschlagsempfänger (adjudicataire) für das Gut Oiron erklärt.
Die ehemalige Favoritin hielt sich nun in Oiron – dessen Nießbrauch sie hatte und wohin sie am 14. November 1703 das Hospiz der Heiligen Familie, das sie 1693 in Fontevraud-l’Abbaye gegründet hatte, verlegte; die Schwestern der Marquise de Montespan, geborene Françoise-Athénaïs de Rochechouart de Mortemart, waren die Königin der Äbtissinnen Marie-Madeleine de Rochechouart, der der König am 16. August 1670 die Abtei Fontevraud anvertraut hatte, und Gabrielle de Rochechouart de Mortemart, Marquise de Damas de Thianges – oder bei ihren Kuren in Bourbon-l’Archambault auf, wo sie 1707 starb.
Im Schloss ließ sie Kaminplatten mit ihrem Wappen aus dem Jahr 1700 anbringen (einige davon sind erhalten) und Faience de Nevers mit blauem Farbschattierungen (Camaieu) auf weißem Grund, von denen bei ihrem Tod noch sechs Kisten übrig waren, verlegen, sowie Decken, Parkettböden, Türen und Täfelungen herrichten, darunter ein vollständig mit naturbelassener Eiche „getäfeltes“ Kabinett (ein Tischlermeister aus Thouars heiratete im August 1688 in Oiron); die Kapelle des Hospizes, die 100 Armen Platz bieten sollte, wurde am 26. Juli 1705 geweiht.
Im Januar 1708 und Januar 1713 ließ ihr Sohn Möbel in sein Schloss Bellegarde, seinem bevorzugten Wohnsitz, transportieren; einige Möbel mit dem Wappen der Rochechouart werden von einem anonymen Autor aus dem späten 19. Jahrhundert dem örtlichen Hospiz gemeldet.
1713 ließ er, jetzt Herzog von Antin, von Hypolite Matis, einem Geographen und Landvermesser des Königs, ein Recueil des vues, plans et cartes du château et de la seigneurie d'Oiron, des baronnies de Moncontour et de Curçay (Sammlung von Ansichten, Pläne und Karten des Schlosses und der Herrschaft Oiron, der Baronien Moncontour und Curçay) erstellen, ein großes gebundenes Folio mit fünf Ansichten, fünf Plänen und fünfzehn Karten, dem die seiner anderen Domänen folgten: Herzogtum Antin und Marquisat de Montespan im Jahr 1717, Marquisat de Gondrin im Jahr 1720 und das des Schlosses Petit-Bourg im Jahr 1730. Nachdem das Werk später für die Verwaltung der Domäne nutzlos geworden war, blieb es zwei Jahrhunderte lang in Privatbesitz: 1847 befand es sich bei Héracle de Polignac de Fontaines (1789–1856) im Schloss Outrelaize (Calvados), ging dann an seinen Schwiegersohn Gabriel d'Oilliamson (1817–1877) und später an andere Sammler; schließlich erwarb es der Staat für das Centre des monuments nationaux bei der Alde-Auktion vom 6. März 2014. Es wurde vom 24. Oktober 2015 bis zum 24. Januar 2016 im Schloss ausgestellt.
Als sein ältester Sohn Louis de Pardaillan, Marquis de Gondrin (1689–1712) gestorben war, legte er 1724 sein Herzogtum zugunsten des ältesten seiner Enkel, Louis (1707–1743), genannt Herzog von Épernon, nieder, der nach ihm Gouverneur von Orléanais war. Louis Antoine starb 1736 im Alter von 71 Jahren und hinterließ „enorme Schulden, die zu zahlreichen Prozessen führten“, so Dumolin und am 27. Juni 1739 verkauften seine Witwe, Julie-Françoise de Crussol, Tochter von Emmanuel II. de Crussol, Duc d’Uzès, und Marie-Julie de Montausier, und der Staatsanwalt für seinen zweiten Enkel Antoine-François de Pardaillan de Gondrin, Marquis d'Antin, die Ländereien Oiron, Cursay und Moncontour für 500.000 Livres an den Vormund des damals achtjährigen Gabriel de Neufville (1731–1794), Marquis de Villeroy; dieser behielt es 33 Jahre lang und verkaufte es am 1. Oktober 1772, als er Herzog von Villeroy wurde, weiter.

### „Monsieur le Grand“, ein Sammler und Mäzen des 16. Jahrhunderts
Der Großstallmeister Claude Gouffier († 1570), aufgrund seines Amtes „Monsieur le Grand“ genannt, hatte in Italien Werke von Raffael, eine Pietà von Perugino (zwischen 1493 und 1500, National Gallery of Ireland in Dublin) und Werke, die Francesco Primaticcio oder Giovanni Bellini zugeschrieben wurden, erworben; das Portrait de Jean II le Bon (Öl auf Holz, Louvre, Paris) wird als das bemerkenswerteste Stück seiner Sammlung angesehen.
In den Inventaren wird zwar keine Bibliothek erwähnt, aber 1683 werden 353 in Pergament gebundene Bände und 218 „andere in Kalbsleder in mehreren Farben gebundene Bände, die Historiker und sehr alte Romane sind“ erwähnt, einige davon für Claude gebunden, da Roger de Gaignières sagte, dass er mehrere davon besaß, und er einen dieser Bände reproduzieren werde, den er wahrscheinlich zusammen mit Bildern im Jahr 1700 erwarb.
Von den vierzehn 1994 gemeldeten Bänden Claude Gouffiers waren zehn noch bekannt, drei davon in Privatbesitz; sie gehörten den berühmtesten Bibliophilen des 19. Jahrhunderts: Guglielmo Libri, Baron Jérôme Pichon (1869 und 1897), der Kunstgegenstände von Gouffier besaß, dem Comte de Lignerolles (1894), dem Duc d’Aumale (vgl. Schloss Chantilly), Louis de Mongermont, Edouard Rahir (1936) usw. Zu nennen sind unter anderem eine Sammlung von Zeichnungen von Pferdekandaren, die ursprünglich mit einem Goldschmiedeeinband versehen war (Nr. 393 der Pichon-Auktion vom 19. April 1869), und Claude Gouffier von Gräfin Galiotte de Ringrof, der Tochter seines Vorgängers Galiot de Genouillac, geschenkt wurde, Frömmigkeitsbücher, darunter ein handgeschriebenes Stundenbuch auf Pergament mit Illumination (Pierpont Morgan Library, New York) und ein französischer Psalter auf Papier (Bibliothèque de l’Arsenal, Paris?).
Nach den Plünderungen von 1568 und 1569 verlangte Claude Gouffier in seinem Testament von Juni 1570, dass die Wandteppiche im Schloss von seinem Erben aufbewahrt werden sollten; bei seinem Tod wurde das Mobiliar des Hôtel de Boisy in Paris verkauft, das zahlreiche Porträts und eine Reihe von „60 tableaux painctz en huille... garnis de leurs moulures dorées“ enthielt: acht wurden vom Präsidenten d'Orsay, die Herzogin von Lothringen kaufte ihrerseits Lederbilder von Noël Guérin; die in der Capitainerie d‘Amboise, einem seiner Ämter, aufbewahrten Sammlungen wurden ebenfalls verstreut. Ein weiteres Inventar wurde 1571 erstellt.
Ein Inventar von 1631 nennt über 600 Gemälde in der Kapelle (Inschriften, auf die Dumolin hinweist) und fast ebenso viele 1654 im Schloss selbst. 1683 waren es über 400 Werke, die auf Paris, Versailles und Oiron verteilt waren, einige davon Hans Holbein und Albrecht Dürer zugeschrieben, ohne die durch Verkäufe, Teilungen und Plünderungen verstreuten Werke mitzuzählen.
Zwischen 1642 und 1662 verkaufte Artus Gouffier de Roannais (ein Jansenist und Freund von Blaise Pascal) die „Kleine Heilige Familie“ von Giulio Romano, die damals Raffael zugeschrieben und Teil der Sammlung von Louis de Loménie de Brienne wurde, der sie 1663 dem König abtrat oder schenkte; 1683 schenkte François d'Aubusson, Graf und später Herzog von La Feuillade, Ehemann von Charlotte de Roannais, der letzten ihres Namens und Erbschwester von Artus, dem König Raffaels Johannes der Täufer in der Wüste (Paris, Louvre).
Die Auflösung der Reste der ehemaligen Sammlung Gouffier im Jahr 1700 wurde von Madame de Montespan zugunsten von Dom Charles Conrade, Benediktiner in der Abtei Saint-Jouin-de-Marnes, veranlasst, der ihr die Bilder gegen Bücher eintauschte oder sie in mehreren Schüben zugunsten von Roger de Gaignières kaufte; einige königliche Porträts, wahrscheinlich Strandgut (épaves) aus der Sammlung der Herzöge von Roannais, werden im Inventar nach dem Tod der Marquise erwähnt, das von ihrem Sohn ab dem 22. Juli 1707 angeordnet wurde; es wurde im Schlossarchiv von dem Thouarsaiser Historiker Hughes Imbert entdeckt, der 1867 an der Sorbonne Auszüge daraus vorlas, und im folgenden Jahr teilweise von Pierre Clément und 2015 vollständig von Vouhé publiziert; ein anonymer Autor erwähnt, dass Benjamin Fillon angeblich ein weiteres Inventar aus dem Jahr 1707 besaß.
Heute existieren im Schloss und in der ehemaligen Stiftskirche unter anderem ein „Heiliger Hieronymus“ (Florenz, um 1550–1570?), eine „Auferstehung“ (Antwerpener Schule, 16. Jahrhundert), eine französische Kopie einer „Madonna mit Kind“ von Rubens (das Original ist verloren), Arbeiten der Baubruns und eine Reihe von Werken von Jacques Blanchard, die 1683 erwähnt werden.

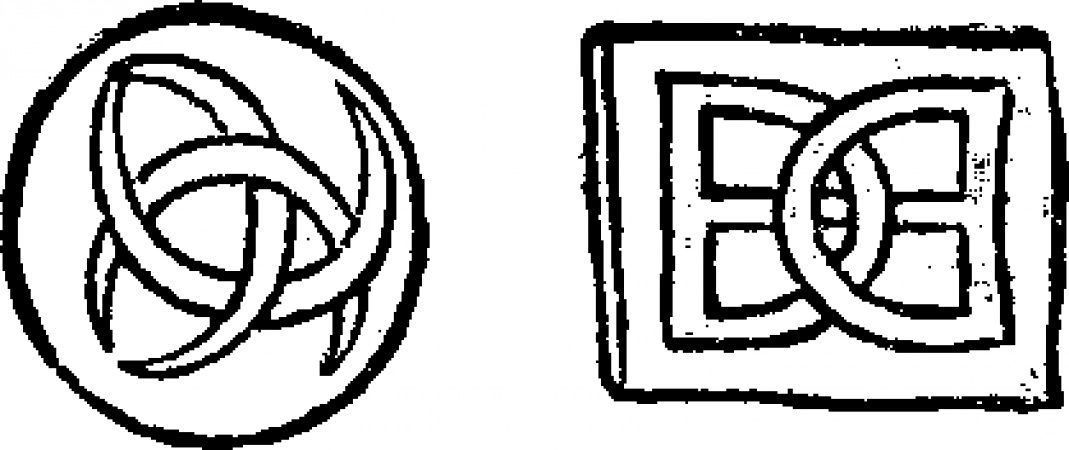
Töpfermarken in Oiron, Encyclopædia Britannica, 1911, Band 5, S. 738

### Bildnisse von Claude Gouffier
- ein mutmaßliches Porträt von François Clouet (um 1555?, Sammlung Fogg Art Museum, Cambridge, Massachusetts, abgebildet in Jardin des Arts Nr. 51, Januar 1959, S. 185)
- ein weiteres Porträt, crayon d‘après Clouet, gehört zu den 362 Zeichnungen, die diesem Künstler zugeschrieben werden und die der Herzog von Aumale von einem Lord erworben hat (Musée Condé in Chantilly[14])
- ein weiteres Porträt, Gemälde auf Holz (Schloss Versailles[15])
- eine Zeichnung im Musée Condé in Chantilly trägt den Vermerk Le grand maître de Boisy, womit sicherlich Artus († 1519) gemeint ist
- ein weiteres Porträt von Claude Gouffier auf Knien, präsentiert von seinem Schutzherrn; die Zeichnung von Gaignières wird von Dumolin reproduziert (der sie im Chor der Pfarrkirche erwähnt), sowie sein Gegenstück, das Porträt seiner zweiten Ehefrau Françoise de Brosse-Penthièvre, Baronin von Palluau, präsentiert von Franz von Assisi

### 19. Jahrhundert: Weniger illustre und weniger wohlhabende Eigentümer

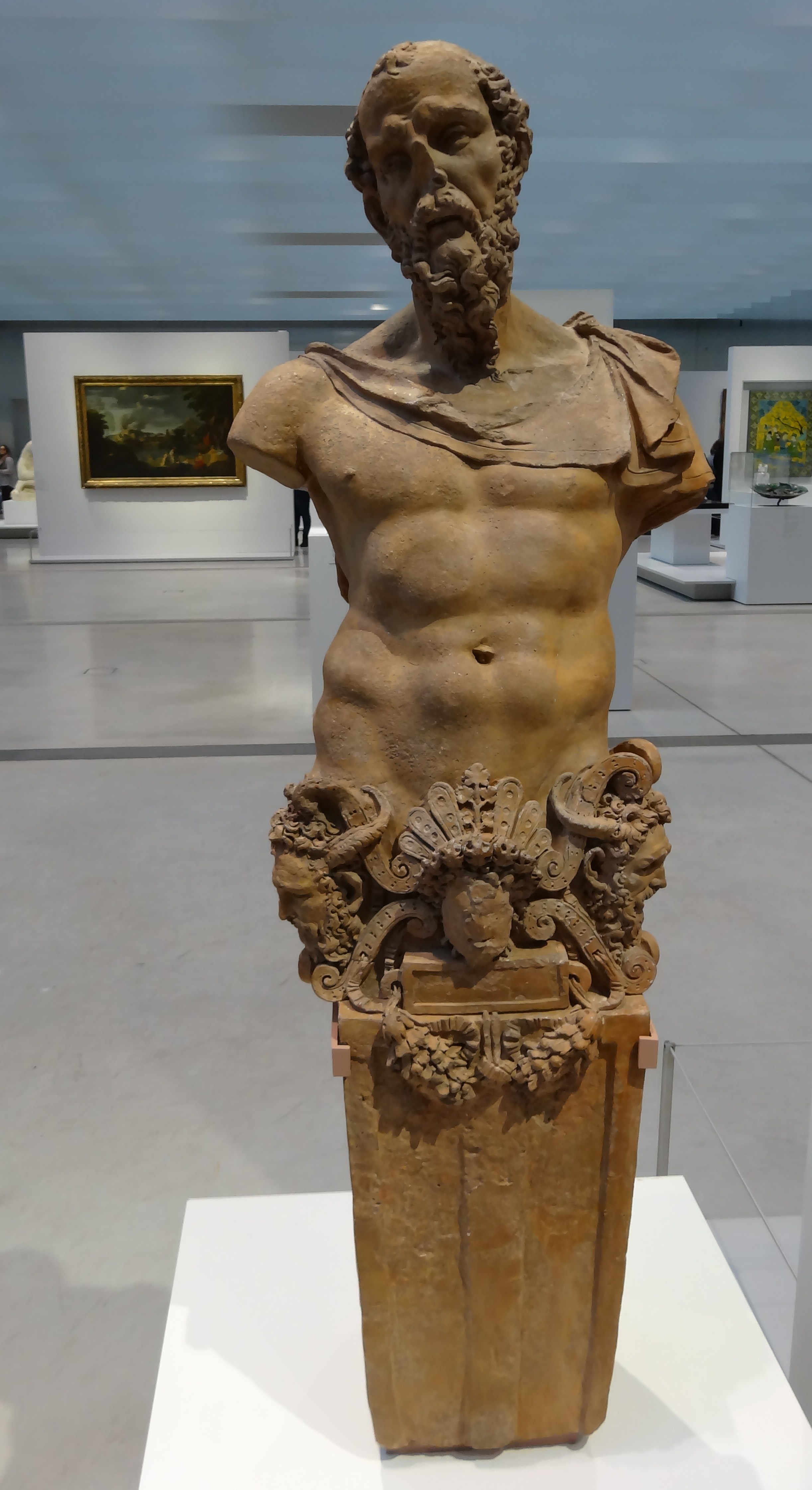
Terme à figure d’homme barbu in der Galerie du temps des Louvre-Lens.

Am 1. Oktober 1772 verkaufte Gabriel de Neufville, Duc de Villeroy, das Gut an Pierre-Jacques Fournier (1734–1800), Herr von Boisairault im Saumurois, ehemaliger Oberstleutnant der Kavallerie, der zehn Jahre später einen Atlas des plans géométriques des fiefs de domaine de haute justice d'Oiron (Atlas mit geometrischen Plänen der Lehen der Domaine de Haute Justice d’Oiron) erstellen ließ; während der Französischen Revolution emigrierte der Marquis d‘Oiron, nicht aber seine Frau, Louise-Geneviève Cirey (oder Ciret) de Bron, erst im Oktober 1799 konnte das Paar in den Besitz eines geschrumpften Anwesens mit missbrauchter Innenausstattung und verstümmelten Adelsinsignien wie den Statuen und Grabmälern der nahe gelegenen Stiftskirche zurückkehren.
Auf Pierre-Jacques Fournier de Boisairault folgten seine Nachkommen und letzten Herren von Oiron: sein Sohn Pierre-Auguste (1768–1837), Vater von Pierre (1803–1864); ⚭ Elisabeth, Tochter von Marc René Marie de Voyer de Paulmy d’Argenson, Vater von Auguste Fournier de Boisairault (1828–1877).
In den 130 Jahren ihres Bestehens modernisierte die Familie die Wohnungen mehrmals, konnte jedoch nicht immer den hohen Unterhalt des großen Anwesens finanzieren, dem keine nennenswerten Elemente mehr hinzugefügt wurden. Um die Grundsteuer zu senken oder zu umgehen, wurden außerdem Öffnungen verschlossen, große Räume abgeteilt und verschachtelt und ganze Gebäudeteile, wie die zweite Etage der beiden Pavillons, aufgegeben.
So sagte der erste Präfekt des Departements Deux-Sèvres, Claude-François-Étienne Dupin (1800–1813), in seiner Antwort auf eine ministerielle Untersuchung, dass „die Gemälde der Galerie beschädigt werden, dass in den großen Wohnungen Getreide gelagert wird und dass sich der Eigentümer im Erdgeschoss verschanzt hat“.
Lokale Gelehrte interessierten sich dafür und widmeten ihm Seiten: 1824 Bourniseaux und 1839 Charles de Chergé, der berichtet, dass die breiten Wassergräben, denen es an Wasser mangelte, um 1830 auf Befehl des Schlossherrn von Hirschen und Rehen und später von Weizenplantagen bewohnt wurden; 1840 wies der Inspektor für historische Denkmäler Prosper Mérimée auf die schlechte Instandhaltung der Malereien in der Renaissancegalerie und die Notwendigkeit hin, dieses als außergewöhnlich angesehene Ensemble zu erhalten.
Zwei Kampagnen zur Restaurierung des Schlosses wurden durchgeführt, eine erste 1820, dann die von Auguste Fournier de Boisairault (1828–1877) in Auftrag gegebene und von 1869 bis 1877 dem Architekten Noël Daviau aus Chinon anvertraute, der das hohe Dach und das letzte Stockwerk des Königspavillons, der damals von einem Gewölbe bedeckt war und mit einer Attika abgeschlossen wurde, abriss, das Innere des symmetrischen, als Trophäenpavillon bezeichneten Pavillons und das Erdgeschoss des Haupthauses umgestaltete; ein anonymer Autor aus dieser Zeit schreibt ihm auch die Wiederherstellung des Hofes „gemäß seiner ursprünglichen Zeichnung [dank des] wunderschönen Manuskripts, das für den Herzog von Antin angefertigt wurde“ zu; er flankierte ihn mit einem quadratischen Pavillon im Stil des 17. Jahrhunderts. Entsprechend der damaligen Mode fügte der Architekt der Chiffre der Gouffiers die seines Auftraggebers und seiner Frau hinzu, einer um 1835 geborenen Gertrude Willefride Quartina Blanche de Stacpoole, Tochter von Richard Fitzgeorge, 1. Duc de Stacpoole (1787–1848).
Um 1870 wurden die dekorativen Werke, die als die originellsten des Hauses galten, entfernt: eine Reihe von zehn Termini aus Terrakotta, die in Rundhölzern mit einer Figur oder Maske auf der Vorderseite gemeißelt waren, auf einer kurzen Hülle, deren Herkunft unbekannt ist. Die ersten Terme, ebenfalls armlose Bronzesatyre, tauchten um 1535 in Fontainebleau auf; die Terme von Oiron, gemeißelte Metaphern für Claude Gouffiers Motto „Der Tod ist das Ende (terme) aller Dinge“, besetzten die Nischen der Strebepfeiler der Renaissancegalerie, wobei nicht sicher ist, ob dies ihre ursprüngliche Bestimmung war.
1877 ging das Anwesen an den Sohn von Auguste Fournier de Boisairault, Gustave-Marie (1858–1883), über, der jung bei einem Unfall starb, und fiel dann an dessen Mutter, die Marquise d‘Oiron; nach ihrem Tod in ihrem Wohnsitz im Schloss Paulmy am 10. Dezember 1899 wurde auf Gerichtsbeschluss das Mobiliar der beiden Schlösser – Oiron, das zum Zweitwohnsitz geworden war, wurde vor allem während der Jagdsaison genutzt – am 23. und 24. November 1902 versteigert. Bereits 1878 waren im Rahmen des Nachlasses ihres Ehemanns „fünf Stücke Gobelin-Tapisserien aus der Epoche Louis XIV, die der Marquise de Montespan gehörten“, bei Drouot für 7.750 Francs verkauft worden. Laut Dumolin (1931) wurden 1902 „ein oder mehrere Wandteppiche in der Kapelle“ verkauft und eine Partie Fliesen (sechs waren 1905 dem Museum in Niort geschenkt worden) „geplündert“.
Nach der Zerstückelung des Anwesens ging das Schloss für einige Jahre an den Neffen der Verstorbenen, Louis-Pierre (5. Februar 1863–14. November 1906), Sohn von Ernest Fournier de Boisairault (1834–1911; Cousin ersten Grades und Schwager von Auguste (1828–1877), er hatte eine von dessen Schwestern, Marie-Amélie Fournier, geheiratet), der Oiron 1865 für „seine berühmten laisser-courre“ mietete; der Vicomte d‘Oiron heiratete am 28. Januar 1892 Marie-Antoinette Marguerite Laigre-Lessart, die 37 Jahre alt war und ihn um 40 Jahre überlebte (sie starb am 20. Juli 1946 und wurde auf dem Gemeindefriedhof beigesetzt). Das Paar wohnte in der 54, rue Ampère in Paris und im Schloss Saint-Léonard. In der Zwischenzeit konnte die Vicomtesse die 590 Hektar des Grand Parc sowie den Petit Parc, der aus einigen Hektar um die Wassergräben herum bestand, zurückkaufen: Überreste einer Domäne von 3700 Arpents (fast 2500 Hektar) laut der Landvermessung von 1713.

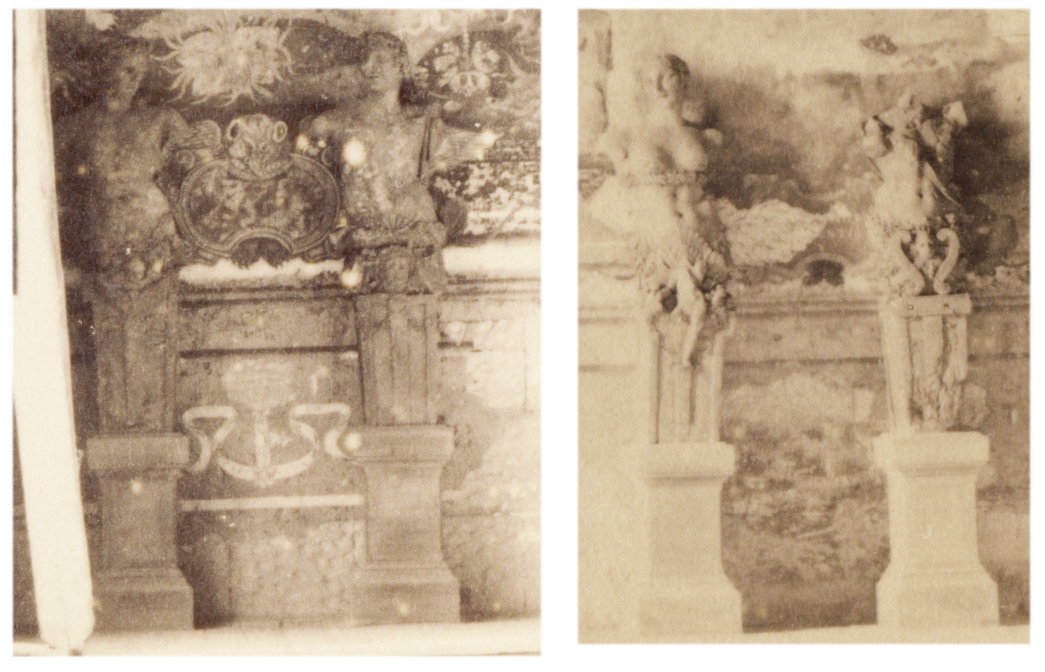
Ausschnitt aus einem Foto von Jules Robuchon der genannten Termini

Zu dieser Zeit konnte der Fotograf Jules Robuchon (1840–1922) Aufnahmen von vier der zehn Statuen auf Podesten machen, darunter eine Venus und ein Mars (?) und ein Mann ohne Kopf – die 1994 „vervollständigt“ (neue Köpfe und Masken, verlängerte Hüllen) und patiniert in der Sammlung Wildenstein in New York wiedergefunden wurden –, die an der Westwand der Galerie lehnten. Diese Aufnahmen wurden in seinem Werk Paysages et Monuments du Poitou (Band 8, 10. Lieferung, 1884) veröffentlicht – wobei Daviau den Teil über das Schloss und die ehemalige Stiftskirche von Oiron verfasste – und als Postkarten herausgegeben.
Ein anonymes Album aus den 1880er Jahren über das Schloss (Bestand des Centre des Monuments Nationaux), illustriert mit mehreren Radierungen, von denen einige von Boulard fils (Auguste Boulard, 1852–1927, Sohn von Auguste Marie Boulard) und [Eugène] Sadoux signiert sind, sowie einer Aquarellzeichnung, die den oben abgebildeten Term oder Hermes darstellt und mit einem Monogramm (Daviau? ) und Klischees von Robuchon signiert ist, zeigt ein ungepflegtes, von üppiger Vegetation umgebenes Anwesen, Pferde vor der als Stallungen eingerichteten Portikus und im Inneren ein großes, geschnitztes Marmormedaillon mit dem reich gerahmten Profil von Ludwig XIV. (Lorbeeren, Sonnenmaske, Lilien, Band, Königskrone), vielleicht ein weiteres Strandgut des Montespan-Mobiliars, wahrscheinlich dasjenige, dessen Verschwinden André Hallays in einem Artikel vom 30. Oktober 1903 beklagte und von dem Dumolin sagt, dass es in das Schloss Purnon in Verrue verbracht wurde.
Benjamin Fillon, ein großer Liebhaber alter Keramik und Autor von L'Art de terre chez les Poitevins (1864), besaß den Term mit kahlgeschorenem und bärtigem Schädel (Louvre-Lens) aus der Zehnerserie, die er wahrscheinlich bei der Deponierung dieser Werke erwarb: von seiner Frau Clémentine († 1873) dem Musée de la Céramique de Sèvres geschenkt und 1935 in den Louvre gebracht, ist dies der einzige in Frankreich erhaltene Rest; die vier anderen oben genannten, die aus der Sammlung Morgan stammten, wurden 1944 von dem Kunsthändler Georges Wildenstein (1892–1963) erworben und befanden sich 1994 in den Händen seiner Erben.
Statuen aus diesem frostrissigen Material waren in den folgenden Jahrhunderten an der Außenausstattung anderer großer Häuser beteiligt wie die Musenserie des Schlosses Terre-Neuve in Fontenay-le-Comte oder die Leda (aus der gleichen Epoche, mit einem italienischen Namen versehen) im Garten des Schlosses Dampierre in Dampierre-sur-Boutonne, die aus einem anderen Anwesen in der Saintonge stammt.
Um 1875 hatte der Zuckermagnat Alfred Sommier, der von 1875 bis zu seinem Tod (1908) das Domäne Vaux-le-Vicomte (77) restaurierte, „sich für das Schloss Oiron interessiert, das ebenfalls verfallen war und dessen Ländereien verstreut worden waren, aber diese Region hätte ihn zu weit von seinen Geschäften entfernt gehalten und Vaux verschaffte ihm ein schönes Wiederauferstehungswerk, das er in Angriff nehmen konnte. Dieses Interesse zeigte sich vielleicht, als er an eine Einrichtung für Alexandre, seinen zweiten Sohn, der 1889 starb, dachte.“
1888 widmete der Abbé Louis Auguste Bossebœuf dem Schloss und der Stiftskirche einen Artikel; 1892 führte der Architekt Henri Deverin Vermessungen des Schlosses durch (Archiv für historische Monumente 1931); 1903 interessierte sich Arthur Bouneault für die Schlusssteine der Kapelle; 1906 erwähnte der Kunsthistoriker Henri Clouzot aus Niort das Schloss und seine gemalte Ausstattung.

### Das Schloss im 20. Jahrhundert
Nach Erbschaftsschwierigkeiten im 19. Jahrhundert und Verkäufen ereilte das Anwesen das Schicksal vieler anderer; die Zeitschrift des Touring club de France (ca. 1910) beschreibt es in ihrer dem Poitou gewidmeten Ausgabe als ein unbewohntes Schloss, „wo man noch einige alte Gemälde zeigt“... 1931 berichtet Dumolin, dass das Archiv im Erdgeschoss des Pavillon des Trophées aufbewahrt wird, wo die letzte Nutznießerin des Schlosses, die Vicomtesse d‘Oiron, lebt; einige der Fotografien zeigen ein Parterre in der Mitte des Ehrenhofs, den teilweise abgezogenen Boden der Renaissancegalerie (von deren elf Fenstern sieben verstopft sind), zwei Fenstertüren, die als Zugang zur Ostterrasse geschaffen wurden (eine davon ist erhalten geblieben), und im Inneren einige Sessel und einen Kaminschirm im Empirestil in den großen Prunkräumen mit verfallenem Dekor sowie auf dem Kaminsims des Königszimmers „das mittelmäßige Bildnis eines Edelmanns in Rüstung, unter einem Wappenschild von Jacques de Boisairault und seiner Frau“ (mutmaßliches Porträt von Louis Gouffier, das restauriert und vor Ort aufbewahrt wurde).
Auch die Postkarten des Fotografen François Georges Dando (Dando-Berry) aus Loudun (* 1862) zeigen kleine Marmorkamine, die in die großen alten Kamine eingefügt sind; in den Wohnungen der letzten Besitzer sind noch weitere Kamine mit Kronleuchtern oder Spiegeln erhalten, und die Fenster sind mit Kantonnieren ausgestattet, den letzten Überbleibseln des Dekors aus dem 19. Jahrhundert. Weitere Postkarten wurden um 1960 von der kommerziellen Abteilung der Monuments Historiques herausgegeben; 1979 sprach der Chefarchitekt der Monuments Historiques Pierre Bonnard ohne Angabe eines Datums von „Mobiliar, das unter dem komplizenhaften Auge eines unzuverlässigen Dieners verschwand“.
Nachdem das Gebäude im November 1923 zum historischen Denkmal erklärt und durch Enteignung (Dekret vom 15. Mai 1941) in einem fast ruinierten Zustand erworben worden war (die verwitwete Vicomtesse d‘Oiron, Marie-Antoinette Marguerite Laigre-Lessart, behielt bis zu ihrem Tod 1946 den Nießbrauch am Pavillon des Trophées), führte der Staat ein halbes Jahrhundert lang umfangreiche Sicherungs- und Restaurierungsarbeiten durch: die Gebäude wurden um 1950 trockengelegt, die gemalten Dekorationen (einschließlich der Galerie) um 1970 konsolidiert, ein Restaurierungsprogramm, das Ende der 1980er Jahre durchgeführt wurde und bis heute fortgesetzt wird, mit einer Renovierung der Innendekoration der Renaissance-Galerie nach einer siebenjährigen Bauzeit.
Das Schloss wurde vom Centre des monuments nationaux der Öffentlichkeit zugänglich gemacht und empfing 2004 mehr als 30.000 Besucher.

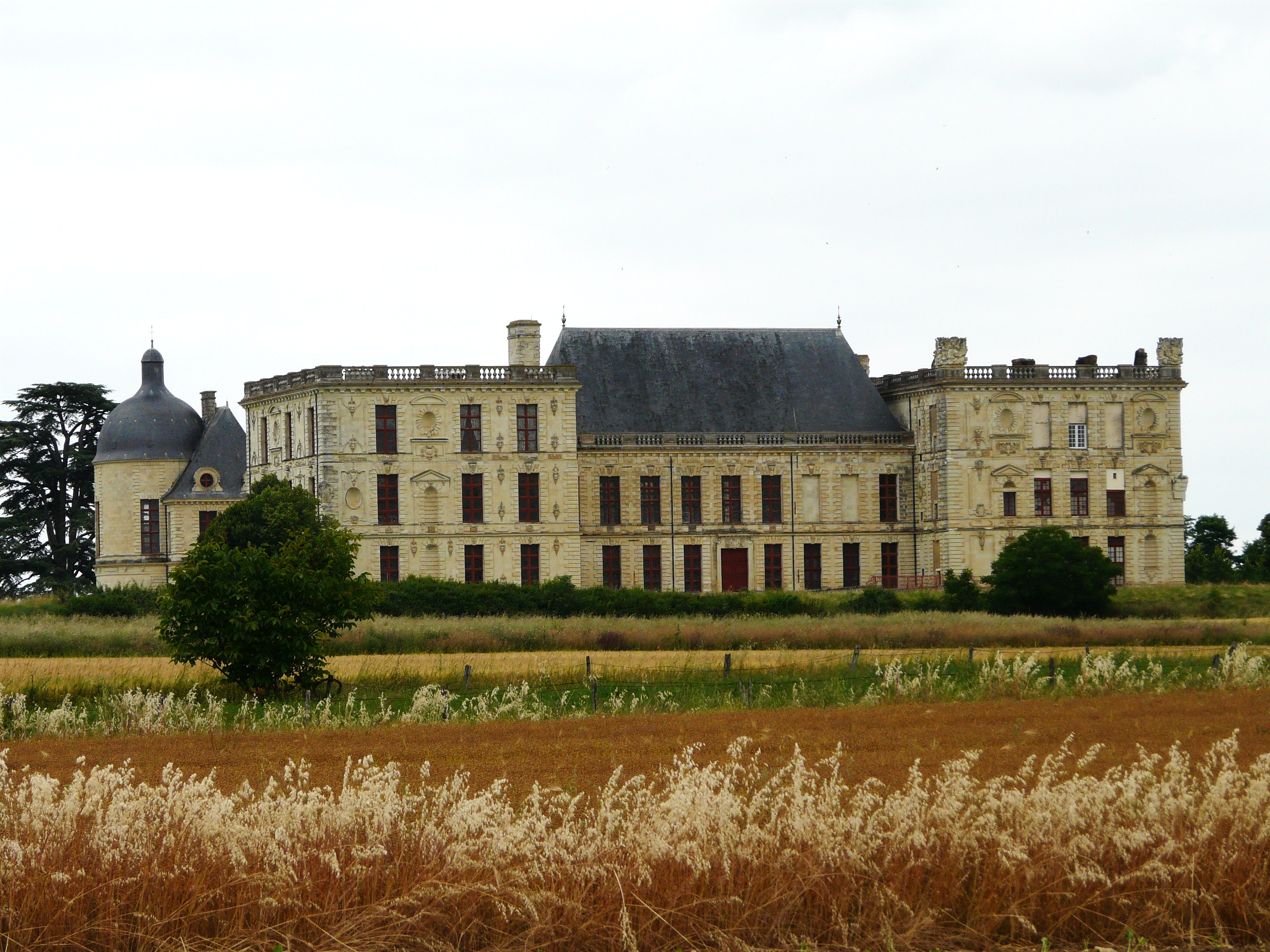
Gartenseite des Schlosses.

## Architektur
Das heutige Schloss stammt zum größten Teil aus dem 17. Jahrhundert.
Das Hauptgebäude, das auf der Südseite (rechter Pavillon) von Louis Gouffier um 1620 begonnen wurde, wurde im selben Stil von La Feuillade um 1670 fertiggestellt; das Tympanon seines mit Trophäen verzierten Giebels trägt einen Schild mit dem Wappen von François d‘Aubusson („d‘or, la croix ancrée de gueules“), der 1793 verstümmelt und Ende des 19. Jahrhunderts von Daviau restauriert wurde.
Der rechte Flügel, der aus einer terrassenförmig überdachten Portikus und einem Pavillon besteht, wurde von La Feuillade (1670–1680) und Madame de Montespan (1700–1707) entworfen.
Nur der linke Flügel, der von Galerien eingenommen wird, mit der bemerkenswerte großen Renaissancetreppe mit ausgehöhltem Mittelkern, die im 17. Jahrhundert „eingefügt“ wurde und unversehrt im Hauptgebäude erhalten blieb, stammen aus dem 16. Jahrhundert. Am unteren Ende der großen Treppe befinden sich einige Fresken aus dem 16. Jahrhundert, die weniger gut erhalten sind als die in der großen Galerie.
Die 55 Meter lange große bemalte Galerie, eine der bedeutendsten Frankreichs, illustriert in 14 Szenen den antiken Zyklus des Trojanischen Krieges und der Aeneis, eine Arbeit, die von einigen Kunsthistorikern dem – ansonsten völlig unbekannten – Noël Jallier zugeschrieben wird. Fillon sagt, dass 1549 für das Werk aus „vierzehn großen Geschichten“ 482 Livres tournois bezahlt worden wäre. Offen ist, ob der Maler ein Künstler war, der aus Fontainebleau kam, oder – ein weiterer Vorschlag, der auf die zufällige Entdeckung einer vorbereitenden Zeichnung zurückzuführen ist, die im April 2008 vom Musée du Louvre erworben wurde – ob es sich um ein Atelier aus der Emilie handelt. Beide Hypothesen sind angesichts der großen Zahl italienischer Künstler, die in Fontainebleau gearbeitet haben, nicht unvereinbar. Um 1930 befanden sich diese Gemälde laut Dumolin (S. 46) in ihrem ursprünglichen Zustand, wurden aber seitdem zweimal restauriert, und zwar Ende des 20. Jahrhunderts. Die große Galerie ist nicht nur wegen der Fresken des Trojanischen Krieges interessant, sondern auch wegen der Hunderte von Tafelbildern an der Decke mit heraldischen, botanischen, zoomorphischen und symbolischen Themen, wie sie auch in anderen französischen Schlössern zu finden sind. Die Decke ist fast ein Jahrhundert später entstanden als die Wandmalereien.
Neben der großen Galerie sind im Schloss zahlreiche alte Dekorationselemente erhalten, insbesondere französische Decken im Erdgeschoss und im Obergeschoss, so im Waffensaal, früher Großer Saal des Königs, und noch mehr im Musen-Zimmer mit vollständig erhaltenem Dekor im Louis-treize-Stil und im unvollendeten Königszimmer (hier sind die Dekorationen nur an der Decke erhalten, während die Wände mit den geometrischen "Plattes peintures" von Claude Rutault versehen sind).

## Gemälde im Obergeschoss

Gemälde von Noël Jallier
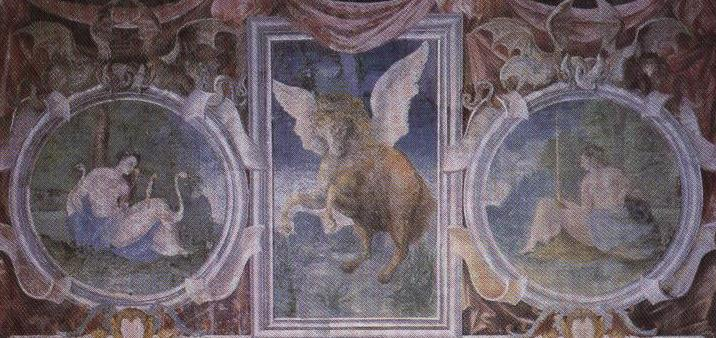
Pegasus
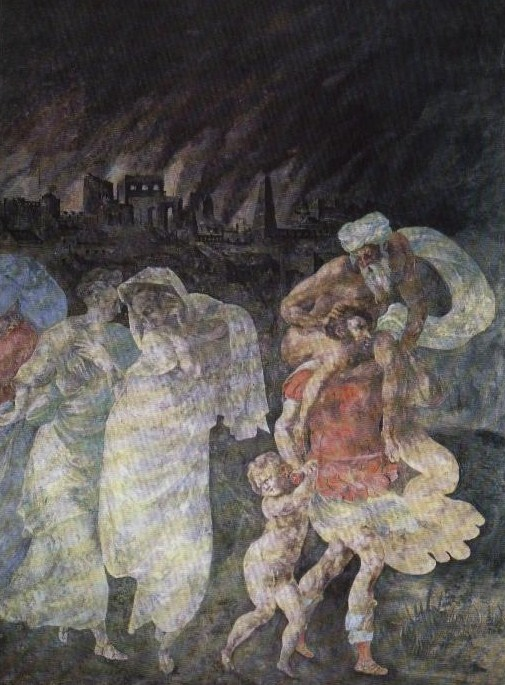
Die Flucht des Aemeas
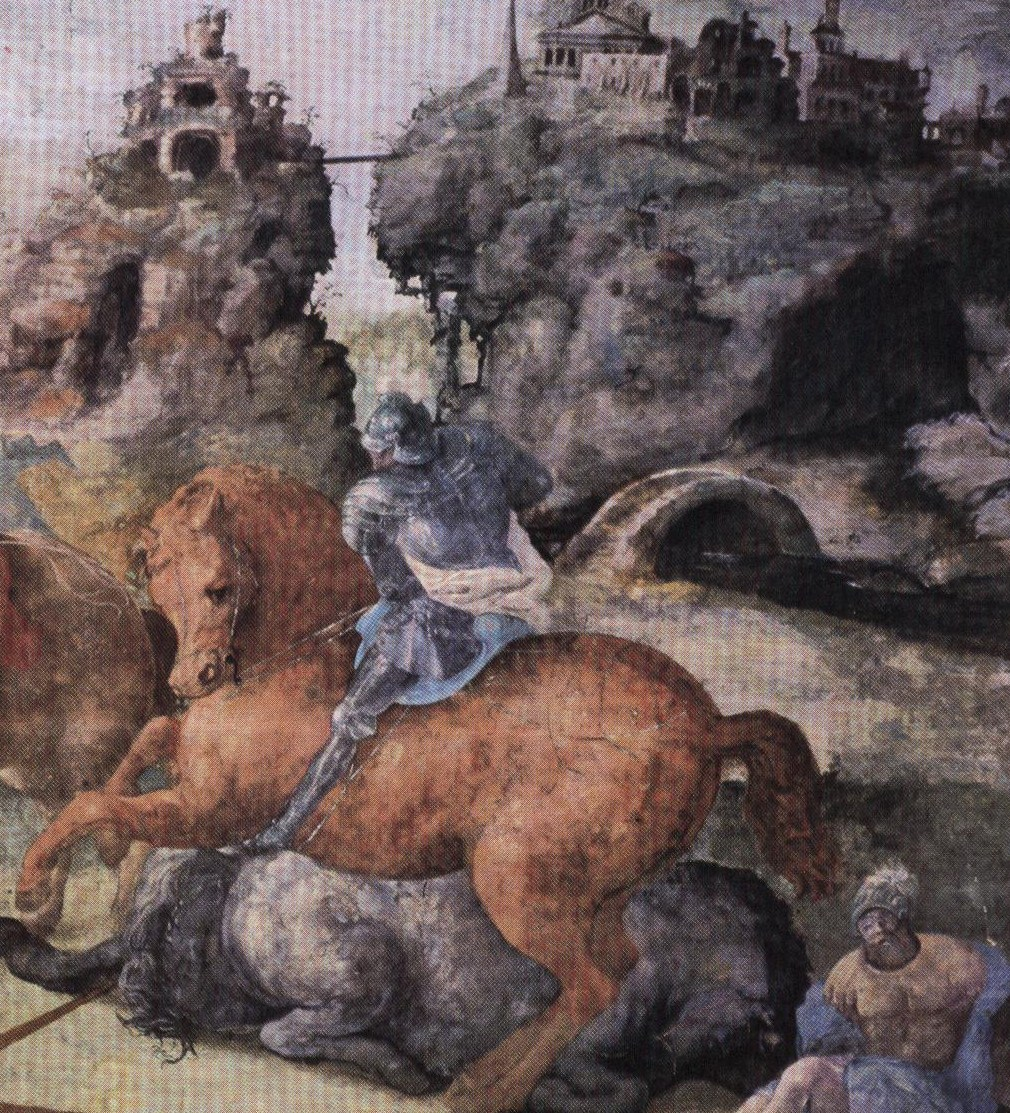
Der Tod Hektors
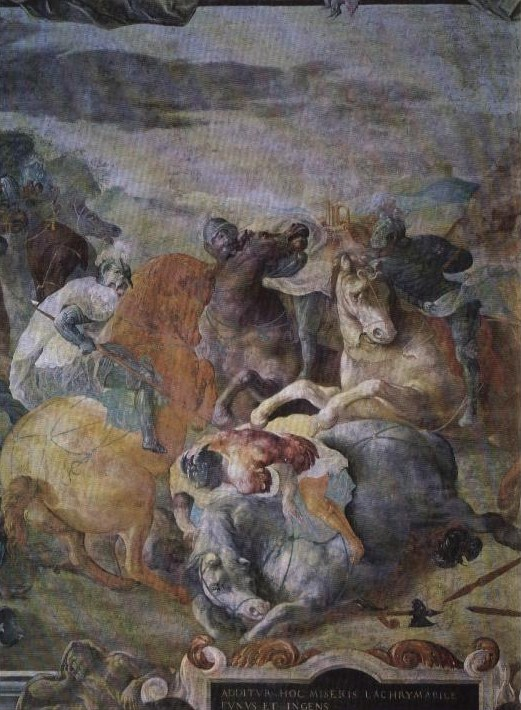
Der Tod Hektors

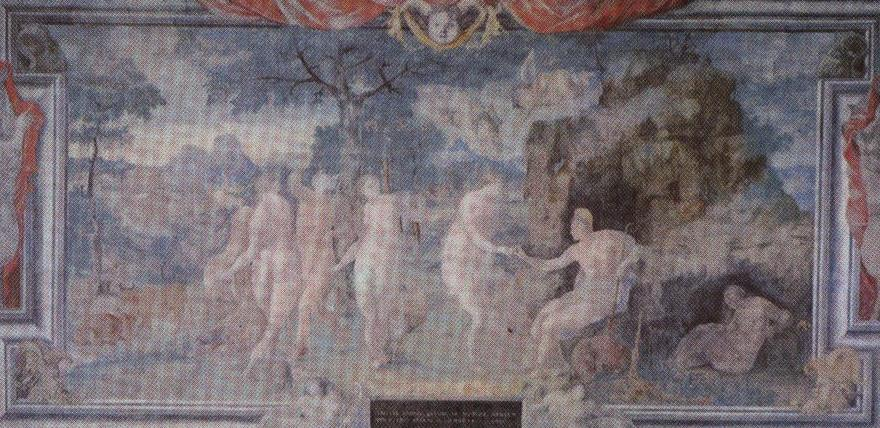
Das Urteil des Paris
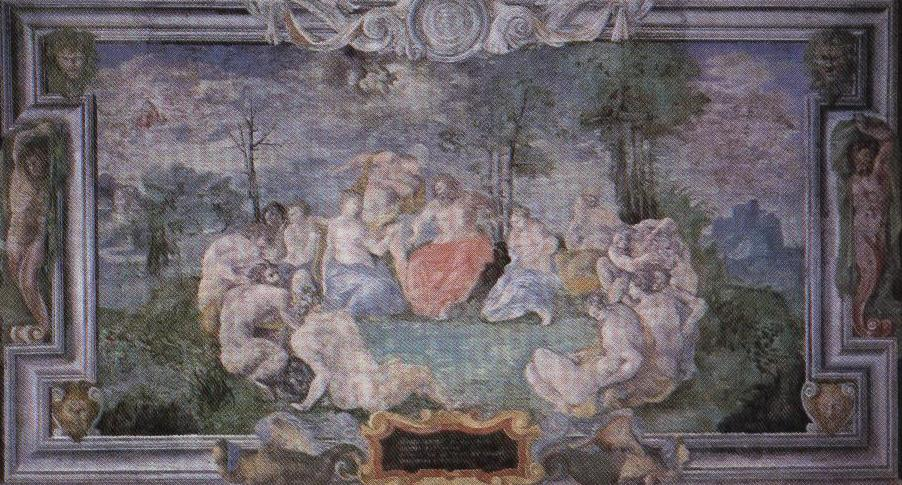
Versammlung der Götter
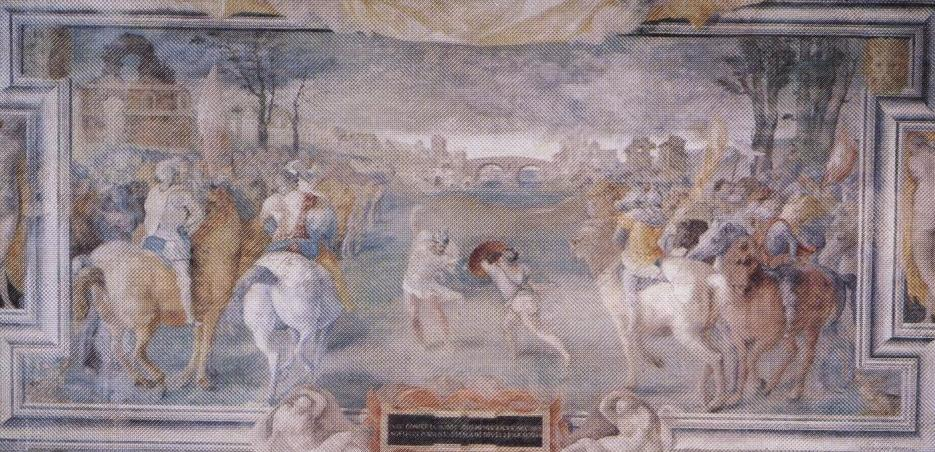
Paris und Menelaos

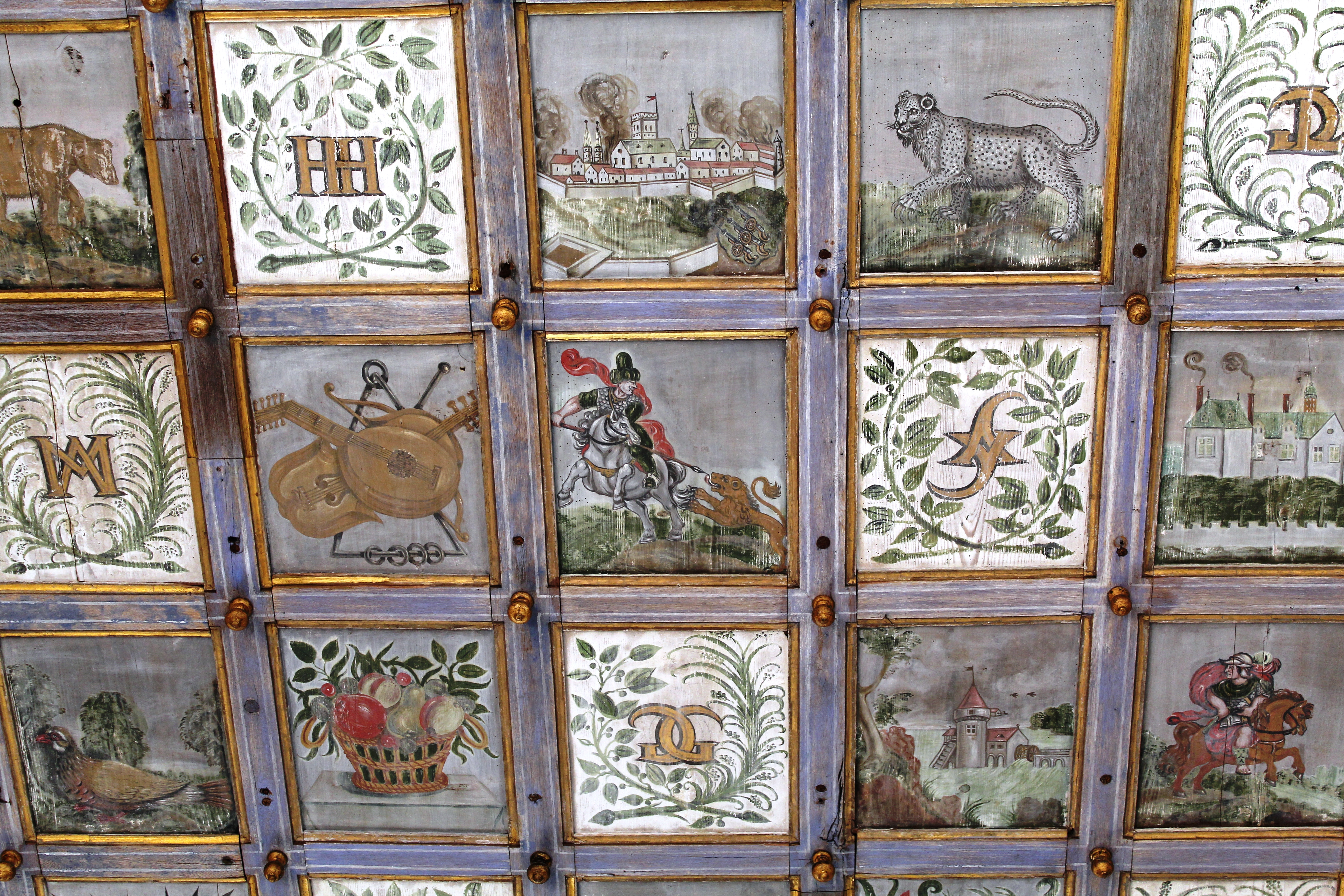
Renaissance-Galerie und Decke des 17. Jahrhunderts.
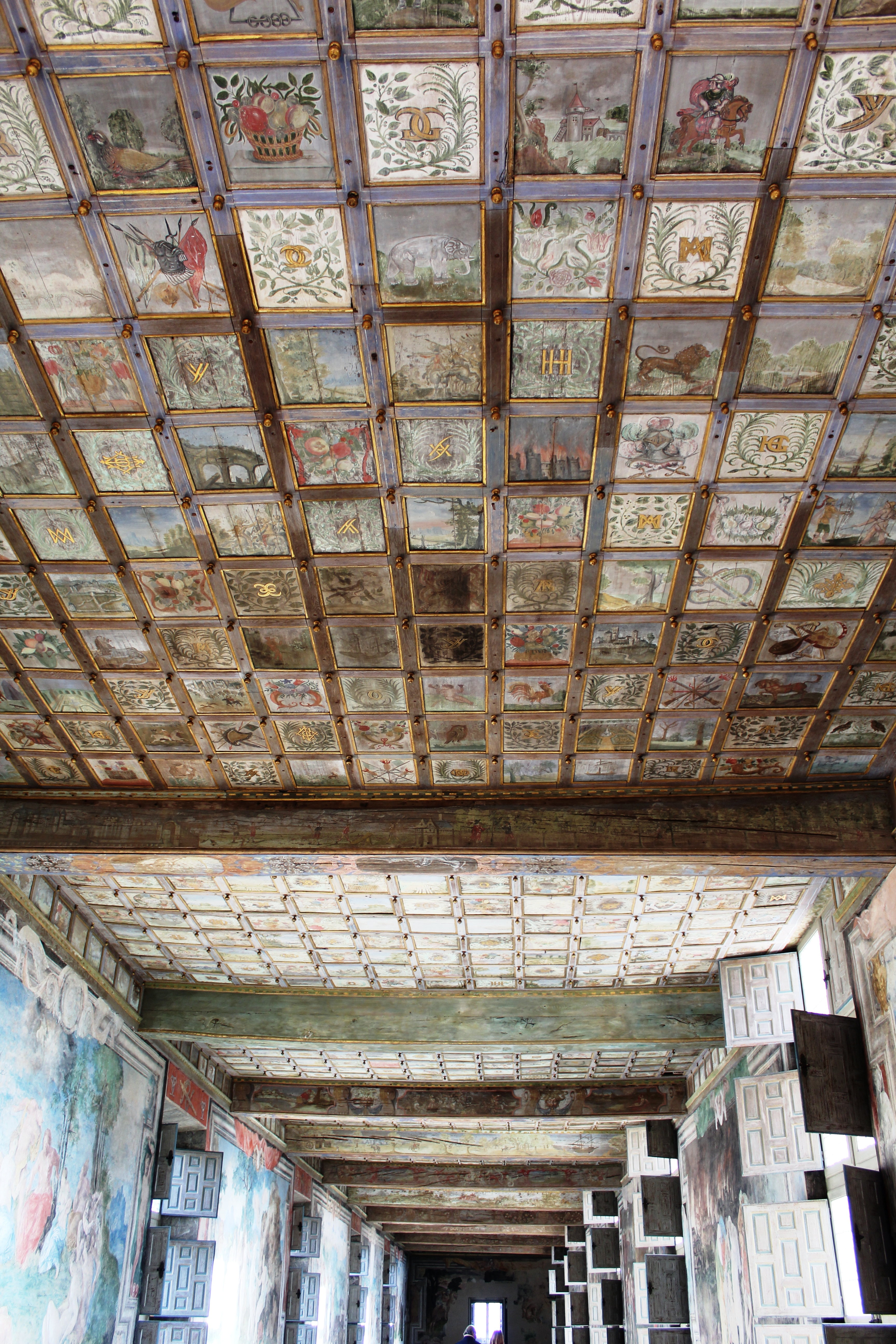
Renaissance-Galerie und Decke des 17. Jahrhunderts.

## Die SammlungCurios & Mirabiliaim Dienst der zeitgenössischen Kunst
1990 beschloss das Kulturministerium, ein originelles Projekt für das Schloss zu starten: die Einrichtung einer Sammlung zeitgenössischer Kunst, deren Grundlagen von den historischen Sammlungen des Monuments, die im Laufe der Jahrhunderte verstreut worden waren, inspiriert werden sollten.
1993 wurde der erste Teil der Sammlung Curios & Mirabilia eröffnet. 1996 wurde die Sammlung um neue Werke erweitert und kann nun zum ersten Mal in ihrer Gesamtheit gezeigt werden. Sie versucht, an den Geist der Neugierde der Renaissance anzuknüpfen, indem sie sich auf die Idee der alten Sammlungen stützt, wie sie in den Cabinets de curiosité ausgestellt wurden.
Dieser historische Bezug, der von den Künstlern frei verarbeitet wurde, ermöglicht die Verbindung mit dem Denkmal und gibt so das Gefühl eines heute bewohnten Ortes wieder, während gleichzeitig die Erinnerung an die prestigeträchtigen Sammlungen von Claude Gouffier (16. Jahrhundert) reaktiviert wird.
Curios & Mirabilia stützt sich auf die Idee einer anderen Beziehung zur Welt, die in der Renaissance einen sinnlichen Zugang zum Wissen bevorzugte. Daher werden Gehör, Geruchssinn, Tastsinn, Sehsinn und bald auch der Geschmackssinn angesprochen, um den Besuch eines historischen Monuments in eine sinnliche Erfahrung zu verwandeln. Die Düfte der Wachswand von Wolfgang Laib, die Klänge der Musik von Gavin Bryars, die Sessel von John Armleder zur Entspannung des Besuchers, die visuellen Spiele wie der Korridor der Illusionen (Felice Varini) und alle für dieses Schloss geschaffenen Kreationen trachten danach, einen Parcours voller Überraschungen und Verwunderung zu schaffen.

Boltanksi-Porträtgalerie

Eine der Originalität von Curios & Mirabilia besteht in dem Wunsch, das Schloss mit einer sozialen Rolle zu betrachten, indem es in sein menschliches Umfeld eingebunden wird. So wird dank einer Porträtgalerie der Kinder der Schule von Oiron (Christian Boltanski) oder des von Raoul Marek erdachten jährlichen Abendessens für 150 Oironnaiser, die auf einem Tafelservice abgebildet sind, die Bevölkerung der Gemeinde als Subjekt und Zeuge der Schöpfung eingeladen.
Der Dialog mit der Geschichte findet in den Räumen, die die Erinnerung an ihre historische Funktion am besten bewahrt haben, besonders ausgeprägt statt:
- im Königssaal, in dem sich Macht und Herrschaft behaupten, antwortet Daniel Spoerri ironisch auf die Fürsten des 17. Jahrhunderts mit seinen zerstückelten Körpern, die Alltag und Banalität als neue Quelle des Wunderbaren wieder einführen.
- in der Chambre du Roi (die Prunkgemächer von Louis Gouffier, 17. Jahrhundert), dem Ort der symbolischen Präsenz der königlichen Macht, die durch die Monochromie der Gemälde von Claude Rutault in die Stille der Geschichte zurückversetzt wird ;
- in der Galerie des Chevaux erweckt Georg Ettl die alte Ikonografie und die Geschichte zum Leben.

Das Thema in Oiron ist das der Schöpfung in ihrer Beziehung zum Rahmen, den die Geschichte, die Architektur und das alte Dekor bilden.

## Park
Im Juli 2005 wird eine neue Phase der künstlerischen Entwicklung eingeleitet: Das Kulturministerium konkretisierte das Projekt zur Schaffung eines zeitgenössischen Parks, dessen Umsetzung, begleitet von neuen öffentlichen Aufträgen, unter der künstlerischen Verantwortung von Paul-Hervé Parsy, dem Verwalter des Schlosses, und dem Landschaftsarchitekten Pascal Cribier nach einem von Winter 2005/06 bis 2008 durchgeführten Programm erfolgen wird.
Der 1998 erworbene Bauernhof des Schlosses wird zu Ausstellungsräumen und pädagogischen Räumen umgebaut.

## Stallungen
Brantôme, der die Leidenschaft Heinrichs II. für Pferde beschreibt, erwähnt Oiron als einen der vier größten Ställe des Königreichs.
Die auf dem heutigen Vorhof erhaltenen Nebengebäude sind älter als der Vorhof selbst, der zwischen 1676 und 1682 von François d'Aubusson, angelegt wurde, der damit sicherlich die bereits bestehenden Gebäude vor den Blicken der Besucher verbergen wollte. Die Lage der Wirtschaftsgebäude wird durch den alten Weg bestimmt, der vor seiner Umleitung durch La Feuillade bis zur Rue de l‘Église verlief und den heutigen Vorhof schräg durchtrennte. Elie Brackenhoffer, der das Schloss 1644 besuchte, weist in Voyages en France auf die Stallungen im Vorhof hin, den er durchquerte, um zum Schloss zu gelangen. Ein Prozessfaktum aus dem Jahr 1643 gegen die Witwe von Louis Gouffier, Enkel von Claude, dem Großstallmeister, verweist auf die „Ecke des Stallhofs ... in der Nähe der Heuscheune“ und den „Gemüsegarten bei den Ställen“ („coingt de la cour des écuries ... proche de la grange au foin“ und den „potager près les écuries“). Der Gemüsegarten befand sich laut einem Plan aus dem Jahr 1713 in der Nähe der heutigen Gemeinschaftsräume. Da die Ställe in der umfassenden Liste der von Louis ausgeführten Arbeiten im Faktum nicht erwähnt werden, sind sie früher entstanden und mit großer Wahrscheinlichkeit Claude zuzuschreiben. Die Südelevation weist eine Tür auf, deren Leistenkörper, der als Krönung dient, in der Mitte von einem Schwert gekrönt wird, dem Symbol des Amtes des Grand Écurier. Dies ermöglicht es, den Bau der Ställe auf die Zeit zwischen 1546 und 1568 zu datieren, als in Versen von La Motte-Messemé 90 Pferde im Hühnerhof von Oiron erwähnt werden.
Nur der Zugang zu den Ställen, der zum Hinterhof zeigt, ist durch seine Pilastereinfassung hervorgehoben.